# USS Hornet (CV-12)
USS Hornet (CV-12) je letadlová loď Námořnictva Spojených států, která působila ve službě v letech 1943–1970. Jedná se o čtvrtou jednotku třídy Essex (verze s krátkým trupem). V řadách amerického námořnictva se zúčastnila druhé světové a vietnamské války, od roku 1998 funguje jako muzeum v Alamedě.

## Historie

### Stavba
Původně byla pojmenována USS Kearsarge. Její stavba byla zahájena 3. srpna 1942 v loděnici Newport News Shipbuilding v Newport News ve Virginii. Po potopení letadlové lodi USS Hornet v bitvě u ostrovů Santa Cruz 27. října 1942 byla Kearsarge přejmenována na počest potopeného plavidla na USS Hornet. K jejímu spuštění na vodu došlo 30. srpna 1943, do služby byla zařazena 29. listopadu 1943 jako v pořadí sedmé plavidlo třídy Essex.

### Operační nasazení

#### Druhá světová válka

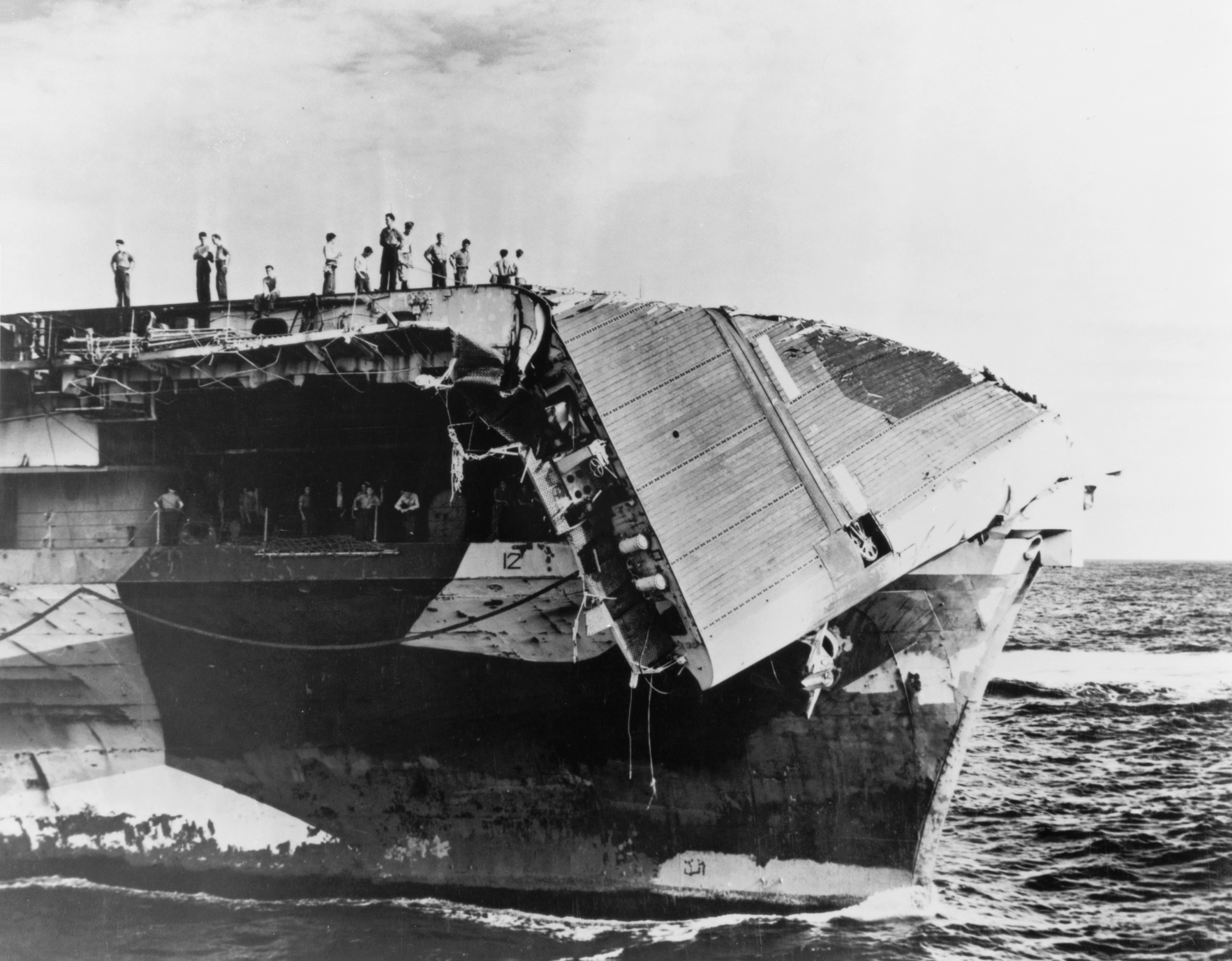
Tajfunem Cobra poškozená přední část letové paluby

Počátkem roku 1944 podporoval Hornet vylodění na Nové Guineji, v květnu se zúčastnil náletů na Truk a v červnu podporoval invazi na Mariany. Během toho se zapojil do bitvy ve Filipínském moři. Poté byl nasazen při znovuobsazení Filipín v bitvě u Leyte a následně při náletech na japonské ostrovy a invazi na Okinawu. Podílel se také na potopení největší bitevní lodě světa, japonské Jamato, která se v rámci operace Ten-gó vydala na sebevražednou misi, aby se pokusila odrazit spojeneckou invazi na Okinawu. Za druhé světové války Hornet neutrpěl bojové poškození, pouze v červnu 1945 jeho letovou palubu poškodil tajfun Cobra.

#### Poválečná služba

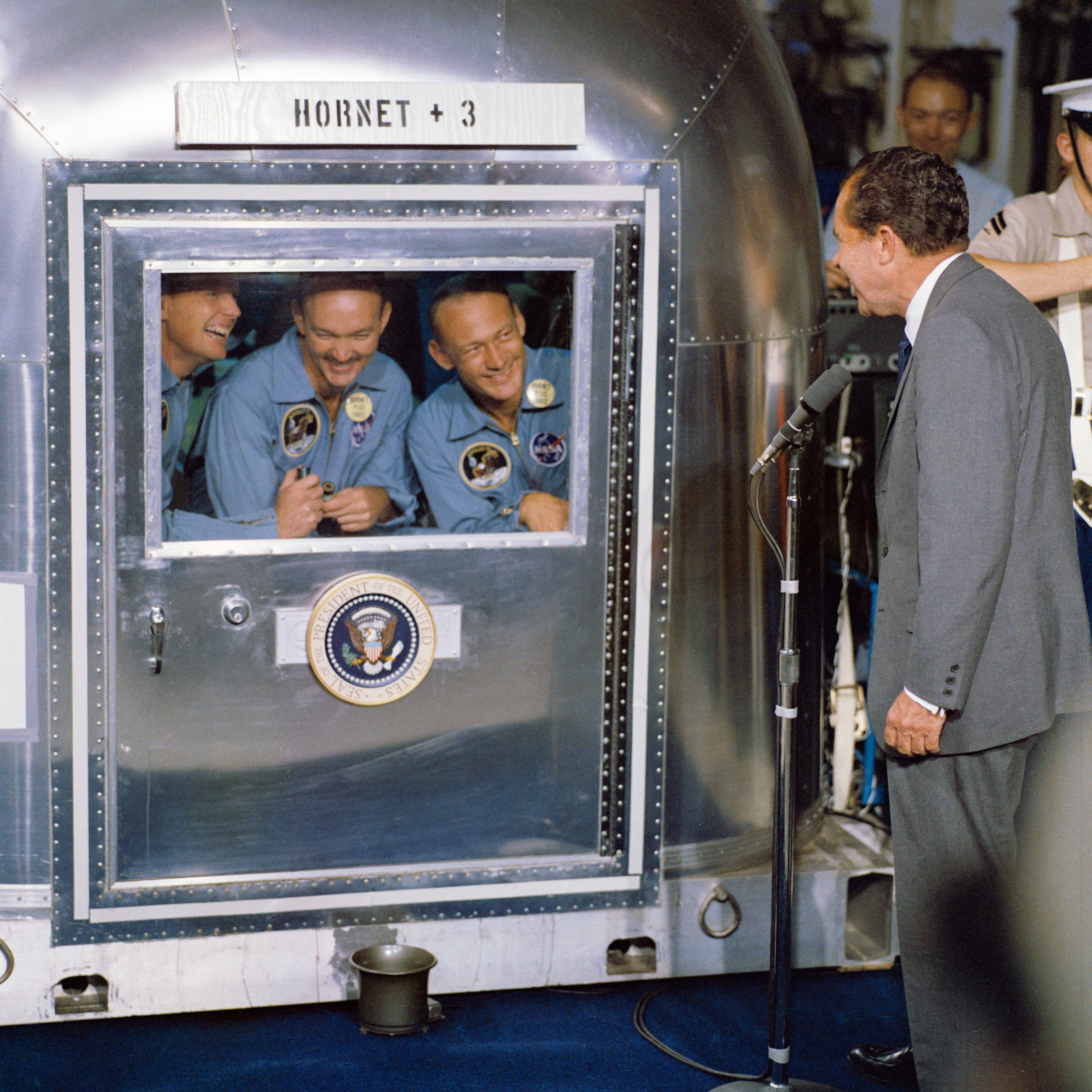
Prezident Richard Nixon a v karanténě umístěná posádka kosmické lodi Apollo 11 po návratu z letu na Měsíc na palubě Hornetu

V letech 1947–1953 se Hornet nacházel v rezervě, kde prošel dílčí modernizací SCB-27A, během níž byl roku 1952 také překlasifikován na útočnou letadlovou loď CVA-12. Roku 1956 byla loď přestavěna ještě výrazněji v rámci programu SCB-125, dostala například úhlovou letovou palubu. Po znovuzavedení do služby čekalo Hornet bojové nasazení ve vietnamské válce. Roku 1958 byl upraven na protiponorkovou letadlovou loď s označením CVS-12.
Hornet se také podílel na americkém kosmickém programu. Roku 1966 asistoval u suborbitálního zkušebního letu AS-202 rakety Saturn IB s velitelským modulem, neoficiálně zvaného Apollo 3. Velitelský modul, vylovený z moře během této mise, je dnes součástí expozice na palubě lodi. Posádka Hornetu poté vylovila posádky prvních dvou pilotovaných misí, které přistály na Měsíci. V červenci 1969 to bylo Apollo 11 a v listopadu 1969 Apollo 12. Místa, kde se posádka Apolla 11 poprvé dotkla paluby Hornetu, jsou na lodi dodnes vyznačena.

#### Vyřazení a další osud
Definitivní vyřazení lodi nastalo 26. června 1970. Poté byla do roku 1989 odstavena a následně prodána do šrotu. Nicméně došlo k její záchraně, stala se památkou a byla přeměněna v plovoucí muzeum, které je od roku 1998 přístupné veřejnosti. Kotví v bývalé kalifornské základně Naval Air Station Alameda v Alamedě.